# 张本 (茌平)
张本，元朝东昌茌平（今山东茌平县）人。
张本笃实孝顺，事奉伯父、叔父都很恭敬勤谨。伯父得病，张本昼夜侍奉不离开左右。有用有篷子的车拉着伯父，步行到泰山上祈祷。州县将这些情况上报，朝廷下令表扬了他的家门。